# Adi Himelbloy

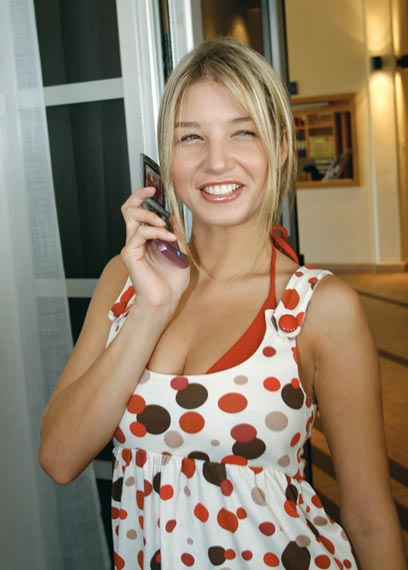
Adi Himelbloy

Adi Himelbloy (hebräisch עדי הִימֶלְבְּלוֹי; * 27. November 1984 in Cholon, Israel) ist eine israelische Schauspielerin und Model.

## Leben und Karriere
Himelbloy wurde am 27. November 1984 in Cholon als Tochter von aschkenasischen Juden geboren. Zudem wurde sie als Soldatin bei den israelischen Streitkräften eingezogen. Bekanntheit erlangte sie durch die Sendung HaRishon BaBidur. Von 2005 bis 2014 war sie in der Serie HaShminiya zu sehen.
Himelbloy synchronisierte die Figur von
April O’Neill in der hebräischen Version des Animationsfilms TMNT – Teenage Mutant Ninja Turtles. Zwischen 2008 und 2011 bekam sie in der Fernsehserie Deus die Hauptrolle. 2013 trat sie in Malabi Express auf. Unter anderem spielte Himelbloy 2019 in dem Film Mossad die Hauptrolle. 2022 wurde sie für den Film Love You Charlie gecastet.

## Filmografie (Auswahl)
Filme
- 2012: Al Kerach Dak
- 2019: Mossad
- 2022: Love You Charlie

Serien
- 2005–2014: HaShminiya
- 2006–2008: Ha-Alufa
- 2008: Deus
- 2013: Malabi Express
- 2015–2018: Eifo Ata Hai?
- 2021: Sad City Girls